# Katjes
Katjes Fassin GmbH + Co. KG es una empresa de dulces con sede en Emmerich am Rhein, que se dedica principalmente a la fabricación de regaliz y gominolas. Katjes es el tercer mayor productor en el mercado alemán de productos de confitería, solo por detrás de Haribo y Storck. Junto con sus empresas hermanas pero legalmente independientes, Katjes International GmbH & Co. KG  y Katjesgreenfood GmbH & Co. KG, Katjes Fassin GmbH + Co. KG forma parte del Grupo Katjes. Katjes vende exclusivamente productos veganos y vegetarianos.

## Historia de la empresa

### 1910–1950
El 23 de noviembre de 1910, Josef Langenberg fundó una empresa en 's-Heerenberg, Países Bajos. El propósito de la compañía era el comercio de productos químicos como atrapamoscas y colorantes. En 1920, su hermanastro, Xaver Fassin, se unió a la empresa como socio, y pasó a operar bajo el nombre de Langenberg & Co. Tras el fallecimiento del fundador, Fassin continuó al frente del negocio. En 1930, la empresa comenzó su propia producción de atrapamoscas, lo que llevó a que se denominara N.V. Chemische Fabriek v/h Langenberg en Co. 

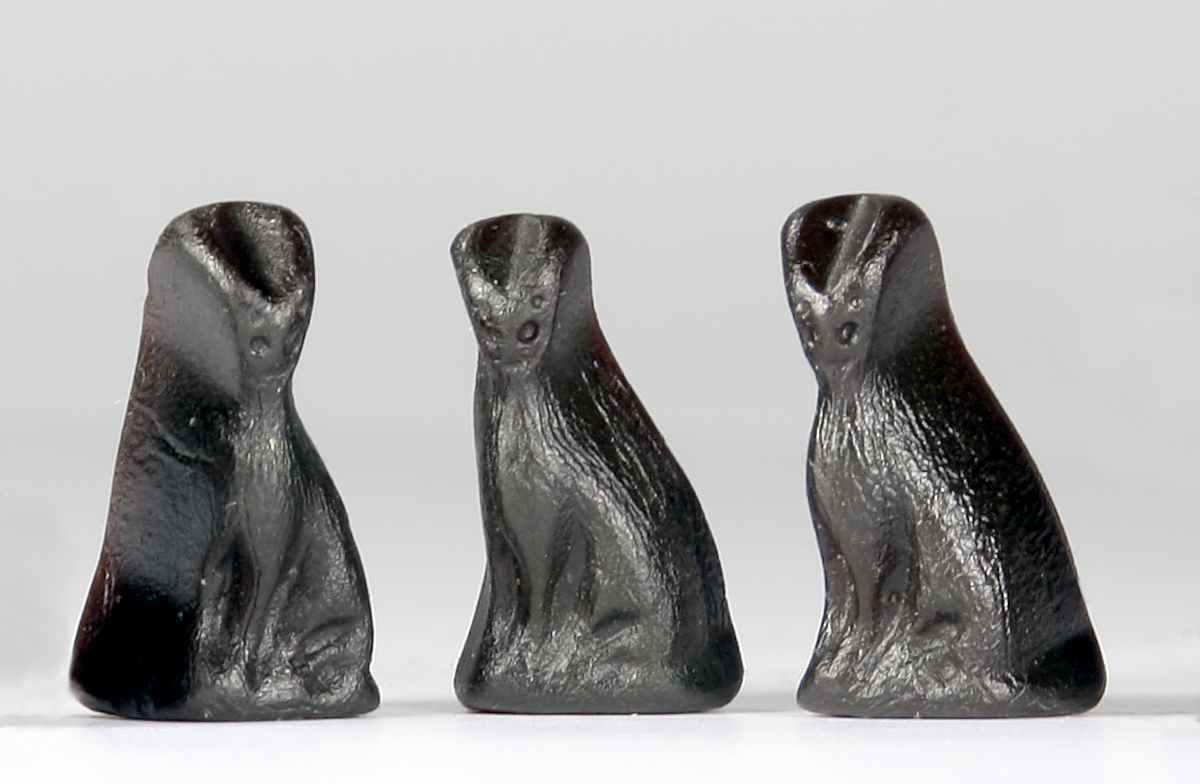
Tres Katjes (gatitos) de regaliz (2011).

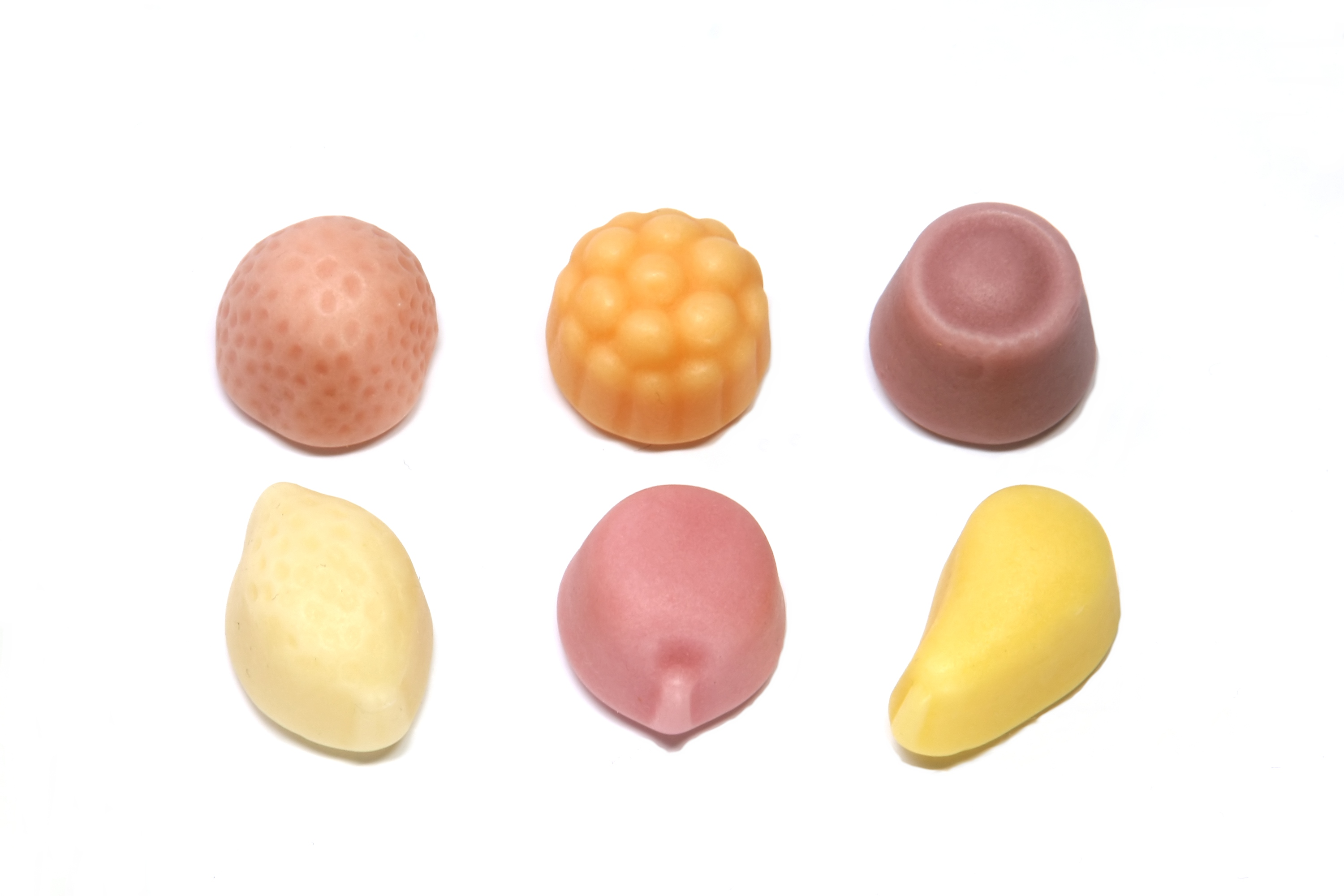
Gominolas de yogur.

Debido a que en invierno no tenía beneficios la producción de atrapamoscas, pues dependía de la temporada, se optó por la fabricación de regaliz, ya que para ambos productos se necesitaba jarabe de azúcar como ingrediente principal.  Fassin, cuyos ancestros llamados Fassini  provenían de Sicilia, había recibido la receta en 1910 de un farmacéutico en Catania. Posteriormente, la producción se amplió con otros dulces de azúcar, como las perlas de mentol y la menta. Tras la adopción de la técnica de moldeo por inyección de la industria del plástico en la década de 1930, la empresa produjo por primera vez regaliz en forma de gato, las Katjes (que en neerlandés significa «gatitos»),  que dieron nombre a la futura empresa y a su logotipo de entonces.

### 1950–1996
En 1950, Xaver Fassin dividió la producción entre sus dos hijos:  Helmut Fassin continuaría fabricando los productos estirados en Heerenberg  (Langenberg-Fassin B.V., desde 2005 Fassin B.V.), mientras que Klaus Fassin  se encargaría de producir los productos moldeados en la ciudad vecina alemana de Emmerich. Esto llevó a la fundación de la empresa en su forma jurídica actual (Katjes Fassin GmbH + Co. KG). En los Países Bajos, Fassin B.V. comercializa una amplia gama de dulces bajo la marca «Katja».
En 1971, Katjes fue la primera empresa en tener la idea de producir gominolas con yogur (más exacto: con yogur en polvo desnatado), creando así las Yoghurt-Gums  o gominolas de yogur, que hoy en día son uno de los productos con mayores ventas de su surtido.  
En 1972 se fundó la actual Katjes International como Fassin Verwaltungs GmbH & Co. Immobilien KG. Katjes International GmbH & Co. KG, con sede en Emmerich am Rhein, forma parte del Grupo Katjes  junto con su empresa hermana pero legalmente independiente, Katjes Fassin GmbH + Co. KG. A partir de 2010, Katjes International agrupa las participaciones del grupo en Europa Occidental (Sperlari, Treets Piasten, Dallmanns, Harlekijntjes, Carambar & Co, Manner). 
Desde 1988, Katjes fue el primer fabricante de dulces en dejar de usar colorantes artificiales. Estos fueron reemplazados por zumos  de frutas, purés de frutas y concentrados colorantes de frutas y plantas.

### Desde 1996

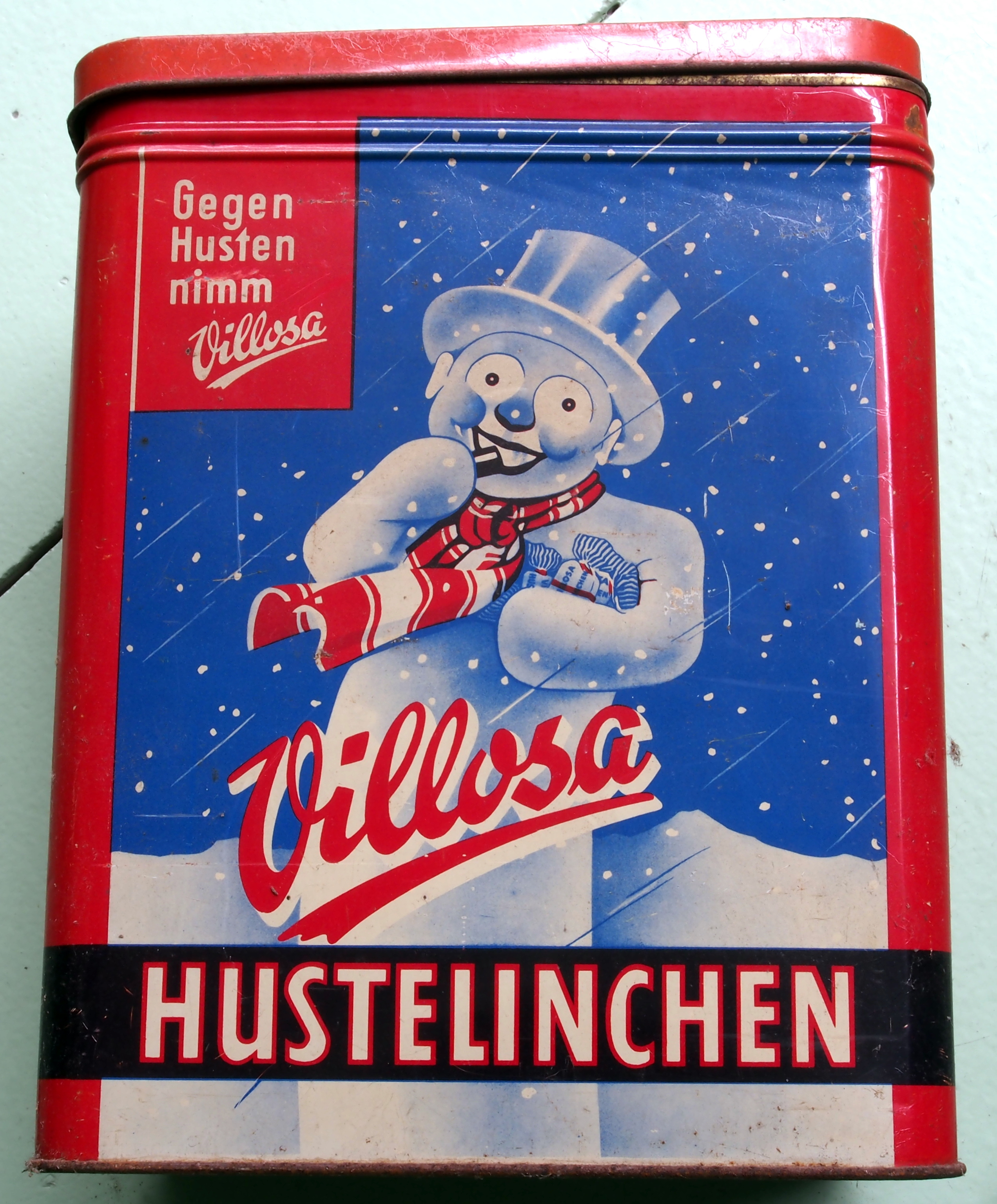
Villosa Hustelinchen

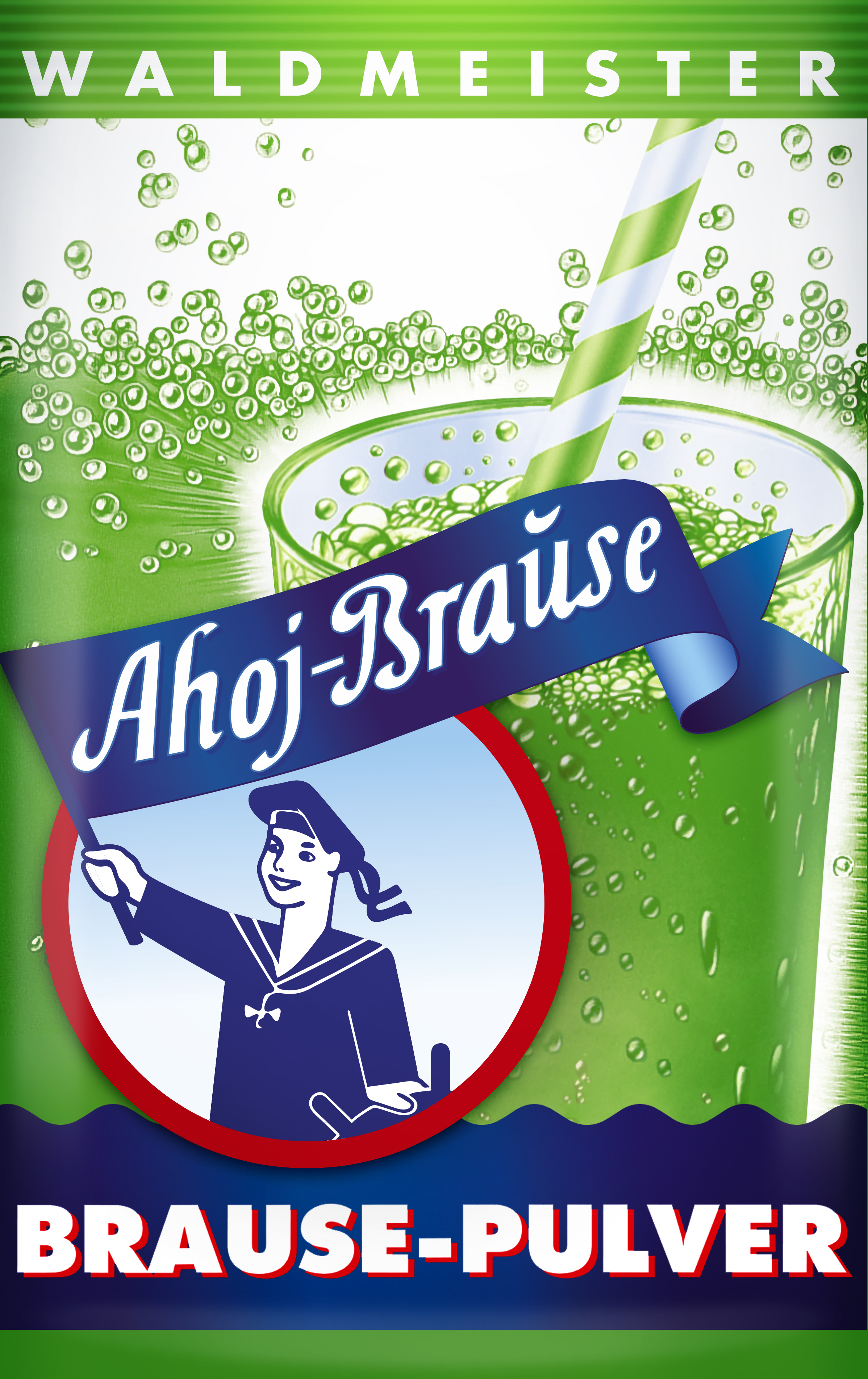
Ahoj-Brause Brausepulver Waldmeister

En 1996, Klaus Fassin incorporó a la empresa familiar a un gerente ajeno a la familia, Tobias Bachmüller, como director general, y se retiró de la dirección a los 65 años. Bachmüller había trabajado anteriormente como Gerente General de Suchard en Kraft Jacobs Suchard. Poco a poco, fue adquiriendo una participación del diez por ciento en Katjes y orientó la empresa hacia el crecimiento.
En los años siguientes, la empresa logró crecer tanto por medios propios como a través de la adquisición de empresas alemanas de otras marcas del sector de los dulces: en el año 2000, Katjes adquirió Villosa; en 2002, compró Frigeo; y en 2003, le siguió Gletschereis de Ragolds. 
En 2003, la participación de Heidi Klum en los anuncios televisivos de las gominolas de yogur contribuyó a un aumento de las ventas del 21,4 %. El anunció que más llamó la atención fue aquel en el que utilizaba las Yoghurt-Gums como separadores entre los dedos de los pies para pintarse las uñas. Esto provocó que se invirtieran 27 millones de euros en Emmerich para duplicar la capacidad de producción.
En 2004, el hijo del fundador de Katjes, Bastian Fassin, había adquirido experiencia en otras empresas como Roland Berger y Kraft Foods después de terminar sus estudios. Más tarde, se unió a Katjes como socio gerente. Las áreas de funciones de la dirección de la empresa se dividieron de forma que Bastian Fassin es responsable del desarrollo de productos, la producción, el control de calidad y el negocio internacional, mientras que Tobias Bachmüller es responsable del marketing, las finanzas y el negocio nacional.
Con la licencia de los caramelos de fruta Granini (2005) como tercera marca de caramelos, la idea de construir una fábrica de caramelos propia se volvió interesante. El 20 de octubre de 2006, Katjes inauguró la «primera fábrica de caramelos de cristal de Europa» en Postdam-Babelsberg, tras invertir doce millones de euros. Los visitantes pueden ver todo el proceso de producción de caramelos desde una galería y comprar en la tienda outlet de la fábrica. En enero de 2007, este concepto fue premiado como «Lugar del Año 2007» por Deutschland – Land der Ideen, una iniciativa alemana para impulsar ideas innovadoras en el país.  Los antiguos encargos de fabricación de caramelos en Finlandia e Italia se interrumpieron por problemas de calidad.
A partir del otoño de 2006, Katjes también ofreció como licenciatario chocolate Mövenpick como marca premium.  Sin embargo, Katjes no consiguió triunfar en el mercado del chocolate y el licenciante Mövenpick renunció a Katjes tras un año de cooperación. 
A partir de 2007, Katjes apostó por aromas naturales en sus gominolas de frutas en lugar de aromas artificiales idénticos a los naturales. 
El 20 de abril de 2007, Katjes abrió una tienda insignia de 70 m² en el paseo del Rin, en Emmerich.  Tras un periodo de transición, se cerró la anterior tienda outlet de 120 m² en la fábrica principal. En 2010 se abrió otra tienda insignia en Múnich, seguida de tiendas en Aquisgrán y Essen. La empresa cuenta ahora con tiendas outlet en Emmerich y Potsdam.
En noviembre de 2010, Katjes adquirió una participación mayoritaria en Lamy Lutti, una empresa de confitería con fábricas en Lille, Francia y Bois-d’Haine, Bélgica. 
Desde 2010, Katjes agrupa sus transportes con las empresas Diageo, Leaf, Hitschler y Vidal en la empresa de logística Fiege, que suministra a los mercados minoristas los productos de todas las empresas que participan en la agrupación, lo que permite ahorrar alrededor del 30 % de los kilómetros recorridos por camiones.
Katjes lleva mucho tiempo siguiendo una estrategia «vegetariana».  Fue la primera empresa del sector en hacerlo y se ha centrado cada vez más en los productos vegetarianos desde 2010.  La empresa adaptó gradualmente todas las recetas de productos en los próximos años.  En septiembre de 2016, la empresa se convirtió en el primer fabricante alemán de confitería en cambiar toda su gama de productos a productos vegetarianos.   La adaptación, junto con el uso de electricidad renovable, ha contribuido a que todas las plantas alemanas produzcan climáticamente neutra desde 2020.  Los productos se etiquetan como vegetarianos con una pegatina «vegetariana» y llevan el sello amarillo V-Label de la Unión Vegetariana Europea. 
En 2012 se introdujeron los conejos de gominola de futa y nube Grün-Ohr-Hase. 
En julio de 2013, Katjes abrió su primera cafetería vegetariana en el barrio berlinés de Mitte, el Katjes Café  (antes conocido como Café Grün-Ohr),  que ofrece productos de panadería caseros, vegetarianos y veganos, además de café. 
El 28 de agosto de 2015, Katjes lanzó la Magic Candy Factory, la primera impresora 3D del mundo con certificación alimentaria para gominolas de fruta en su cafetería Katjes Café. 
A partir de noviembre de 2015, Katjes se hizo cargo de la comercialización y distribución en toda Europa de los caramelos para la tos Vicks, de Procter & Gamble. 
En 2018, Katjes comenzó una campaña publicitaria en toda Alemania para llamar la atención sobre la gama de productos vegetarianos de la marca.  La campaña «jes! Alles Veggie!» ganó el oro del GWA-Effie en el otoño de 2018, un premio alemán para las campañas publicitarias más efectivas del año. 
En 2021, Katjes lanzó una variante de los Grün-Ohr-Hase (conejos de gominola) y Fred Ferkel (cerditos de gominola) con un tercio menos de azúcar.   En el mismo año, las limonadas en polvo Ahoj-Brause se presentaron en forma de lata, distribuidas primero por Columbus Drinks y más tarde por la filial de Krombacher. A partir de abril de 2025, Katjes se hará cargo de las ventas.  
En 2022 apareció el primer helado vegano de Katjes. 
En 2023, Katjes lanzó una línea de cosméticos veganos en cooperación con el fabricante de cosméticos Cosnova, que incluye siete productos inspirados en las Grün-Ohr Hasen de Katje. 
A finales de 2023, Katjes adquirió el 50 % de Schoko Winterscheidt GmbH. La empresa de chocolates que fundó Joko Winterscheidt en 2020. Donde también trabajó como director general hasta poco después de la adquisición por parte de Katjes. 
La empresa adquirió  en octubre de 2023, la antigua fábrica de Brabantia en Emmerich y tiene previsto construir una nueva planta en esas mismas instalaciones durante 2024.
En julio de 2024, la filial Katjes Greenfood, aumentó su participación en el fabricante de muesli orgánico Mymuesli del 10 % al 56,1 %.  En septiembre de 2024, el antiguo director de marketing de Katjes Greenfood, fue nombrado presidente del consejo de administración de Mymuesli. 

## Datos de la empresa
| Año  | Ventas (en millones de euros) |
| ---- | ----------------------------- |
| 2001 | 119,1                         |
| 2002 | 135,0                         |
| 2003 | 163,9                         |
| 2004 | 180,1                         |
| 2005 | 189,3                         |

La empresa pertenece en un 90 % a Bastian Fassin y en un 10 % a Tobias Bachmüller. Hasta su fallecimiento en 2021, Klaus Fassin poseía una participación del 30 %, de la que Bastian Fassin era el único heredero. Los socios gerentes son Tobias Bachmüller y Bastian Fassin.
La socia con responsabilidad ilimitada de Katjes Fassin GmbH + Co. KG es la empresa Xaver Fassin GmbH. 
En 2005, los ingresos de la empresa fueron de 189,3 millones de euros.   Después de ese año, Katjes no publicó ninguna cifra oficial de ventas, por lo que sólo se dispone de estimaciones. Éstas son de 200 millones de euros para 2006 y de 300 millones de euros para 2010.
En 2006, las gominolas representaron aproximadamente el 60 % de las ventas de la empresa. Mientras que alrededor del 20 % de los ingresos provino de los caramelos , y el 20% restante se generó con los caramelos efervescentes. Para 2008, Katjes se posicionó en el tercer lugar de la industria alemana de productos de confitería, con una cuota de mercado de aproximadamente el 9 %. 
La empresa exporta a 23 países en todo el mundo. Además de varios países europeos, también exporta a Australia, Sudáfrica, Singapur y Estados Unidos. En 2005, la cuota de exportaciones era del 14 %, y para 2008, creció hasta alcanzar el 30 % de la facturación total.
La empresa produce sus chucherias en tres centros de producción en Alemania. En Emmerich se produce el regaliz  y  las golosinas . Mientras que en Remshalden, se llevan a cabo los sorbetes  y en Potsdam-Babelsberg los caramelos.  
Katjes cuenta con las certificaciones International Food Standard y BRC.
El logotipo actual de la empresa fue lanzado en 2007, siendo un relanzamiento del logo introducido en 2001.

## Marcas
miniaturadeimagen|Logo de Gletschereis-Bonbons
Katjes es propietaria de diversas marcas de fabricante, la mayoría de las cuales están registradas como marcas comunitarias de la UE, incluyendo, entre otras:
- Katjes
- Villosa. Incluye las marcas Sallos y Hustelinchen  (adquiridas en 2000).
- Frigeo. Con su producto Ahoj-Brause  (adquirida en 2002).
- Gletschereis  (desde el 31 de octubre de 2003).
- Granini Fruchtbonbons. Una marca bajo licencia (desde 2005).
- Heidi’s  (en Estados Unidos).
- Brause Plus Brausebonbons. Otra marca bajo licencia (desde 2009).
- Vick  (desde 2015).
- Treets (desde 2018).
- Además de sus propias marcas, Katjes  también fabrica productos para marcas blancas de empresas minoristas (por ejemplo, algunos productos Sweetland para Aldi).  [52]Sin embargo, las marcas blancas representaban menos del 15% de la facturación total del grupo en 2010.

## Reconocimientos
- 2006. Katjes fue reconocido como  «Empresa con visión de futuro».[53]
- 2012. El producto Katjes Grün-Ohr Hase ganó el premio Sweetie. [54]
- 2012. Veggie TV  obtuvo el premio de marketing Effie a la campaña de comunicación más eficaz. [55]
- 2013. Katjes Grün-Ohr Bärchen  fue galardonado como «Bestseller 2013» en la categoría de golosinas. [56]
- 2014. Katjes fue nombrada la «Marca más popular» de Alemania y recibió el oro como «Favorita del cliente 2014» en la categoría de  «Confitería/Galletas». [57]
- 2014. Las gominolas Katjes Biene Maja, ganaron el Sweetie 2014. [58]
- 2014/2015. Katjes fue galardonada como «Superbrand Germany». [59]
- 2016. La impresora 3D de Katjes, la Katjes Magic Candy Factory, recibió el Premio Mundial a la Innovación en la categoría de «Confitería». [60]
- 2016/2017. Katjes fue reconocida por segunda vez como «Superbrand Germany». [61][62]
- 2017. Tres productos de la empresa fueron premiados con el Sweetie: Katjes Wolke 7 (Free From), Sallos X-tra Cherry (Bonbons) y Ahoj-Brause-Ringe las gominolas (Gummibonbon). [63]
- 2018. Katjes recibió un codiciado ADC Nagel de Bronce en la categoría de Relaciones Públicas por su campaña. También ganó un Effie de oro. [64]
- 2018/2019. Una vez más, Katjes  fue nombrada «Superbrand Alemania».  [65]
- 2019. Katjes recibió el premio «Goldener Zuckerhut» de la revista Lebensmittel Zeitung. [66]
- 2019. Katjes ganó el Premio Alemán de Marketing. [67]